# ガイウス・ファビウス・ピクトル
ガイウス・ファビウス・ピクトル（ラテン語: Gaius Fabius Pictor 、生没年不詳）は紀元前3世紀中期の共和政ローマの政治家・軍人。紀元前269年に執政官（コンスル）を務めた。

## 出自
ピクトルはローマで最も有力なパトリキ（貴族）であるファビウス氏族の出身。父のプラエノーメン（第一名、個人名）はガイウス、祖父はマルクスである。画家として有名なガイウス・ファビウス・ピクトル（en）が彼の父、紀元前266年の執政官であるヌメリウス・ファビウス・ピクトルの兄であると思われる。

## 経歴
紀元前269年、ピクトルは執政官に就任。同僚執政官はクィントゥス・オグルニウス・ガッルスであった。両執政官は南イタリアで抵抗していたサムニウム人のロリウスに対処し、ブルティウムでの最後の抵抗を鎮圧してイタリア南部を制圧した。またピケニ人の反乱も起こったが、この鎮圧は翌年の執政官に委ねられた。ロームルスとレムスが刻印されたローマ最初の銀貨の鋳造も始めた。

## 参考資料

### 古代の資料
- エウトロピウス『首都創建以来の略史』
- ゾナラス『歴史梗概』
- カピトリヌスのファスティ
- ガイウス・プリニウス・セクンドゥス『博物誌』

### 研究書
- Broughton R. Magistrates of the Roman Republic. - N. Y. , 1951. - Vol. I. - 600 p.